# Essouvert
Essouvert község Franciaország Új-Aquitania régiójában, Charente-Maritime megyében. Új községként 2016. január 1-jén jött létre két korábbi község: Saint-Denis-du-Pin és La Benâte egyesítésével. Lakosainak száma 1029 fő (2022. január 1.).

## Népesség
| Lakosok száma | 1163 | 1125 | 1092 | 1059 | 1045 | 1029 |
|               | 2017 | 2018 | 2019 | 2020 | 2021 | 2022 |